# Peperomia parvisagittata
Peperomia parvisagittata är en pepparväxtart som beskrevs av G.Mathieu & Pino. Peperomia parvisagittata ingår i släktet peperomior, och familjen pepparväxter. Inga underarter finns listade i Catalogue of Life.